# Lada (districte de Prešov)
Lada és un poble i municipi d'Eslovàquia. Es troba a la regió de Prešov, al nord del país.

## Història
La primera referència escrita de la vila data del 1410.

## Demografia
| Godina             | 1994 | 2004   | 2014   | 2024   |
| ------------------ | ---- | ------ | ------ | ------ |
| Nombre de persones | 757  | 822    | 835    | 837    |
| Diferència         |      | +8,58% | +1,58% | +0,23% |

| Godina             | 2023 | 2024   |
| ------------------ | ---- | ------ |
| Nombre de persones | 833  | 837    |
| Diferència         |      | +0,48% |